# Lago Elena
El lago Elena es un cuerpo de agua superficial ubicado en la península de Taitao de la Región de Aysén en la Comuna y Provincia homónimas, al sur del lago Presidente Ríos.

## Ubicación y descripción
La Dirección General de Aguas lo consigna en el Banco Nacional de Aguas con el número 11456093-6 y un área del espejo de agua de 45 km² en su inventario público de lagos 2022.

## Hidrografía
Su emisario es el río Aldunate que desemboca en el fiordo Aldunate de la bahía San Quintín.

## Historia
Algunos sostienen que el lago pudo ser usado por los pueblos canoeros para atravesar la península sin salir al borrascoso océano Pacífico.
Luis Risopatrón lo consigna bajo el nombre "laguna Blanca" en su Diccionario Geográfico de Chile en 1924:
Blanca (Laguna) 46° 35' 74° 40’. Es estensa i larga, de aguas limpias de color verde-rojizo, no se ha encontrado fondo en su mayor parte con 124 m de sondaleza i se encuentra en la península de Taitao, a 14 m de altitud, entre costas de granito, cubiertas, en parte, por una vejetacion espesa, que desciende hasta el agua; se halla entre dos cadenas de montañas, de las cuales la del W es mas continua i elevada. Tiene una especié de almeja i abundantes truchas en las desembocaduras de los rios que le afluyen. Desagua hacia el S por el rio Aldunate, que se vacia en el seno de este nombre, de la bahía de San Quintín; en el estremo N se encuentra una estrecha quebrada, por la que baja un rio de regular caudal, que corre en medio de un espeso bosque, cuyos troncos obstaculizan el cauce. 156; i lago Elena en 1, XXVII, p. 125, 141, 156 i 1.58 i carta 138.